# Fronteira Benim–Nigéria

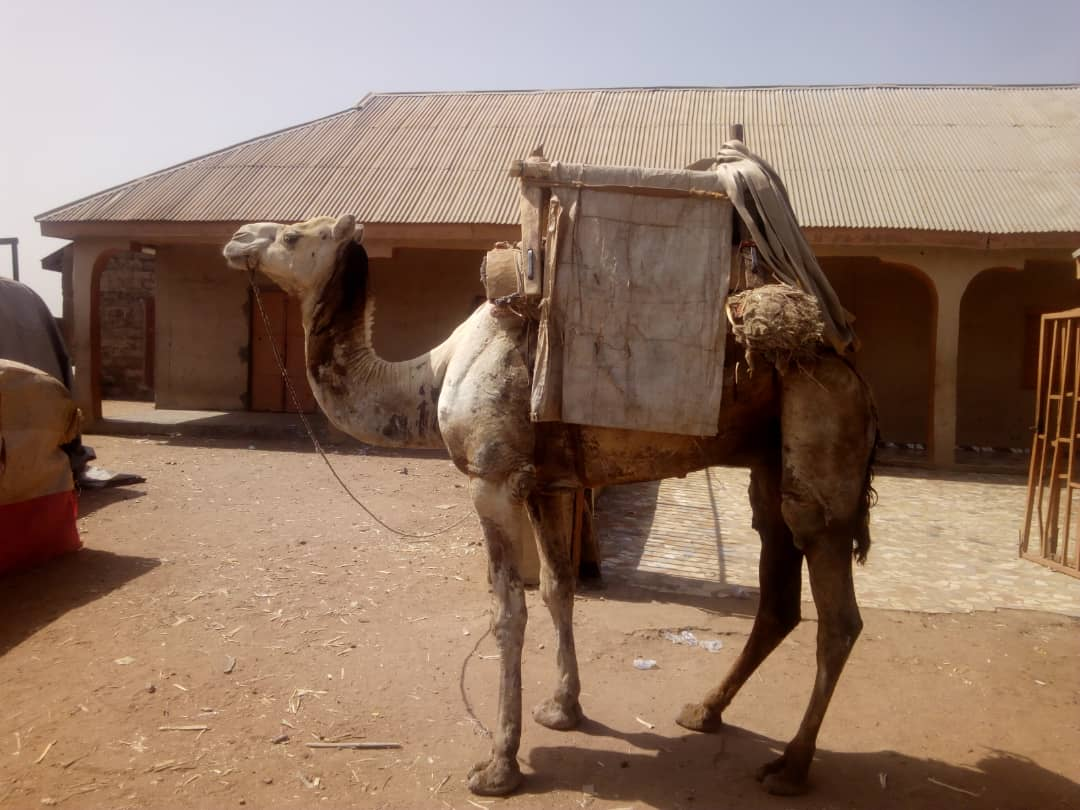
Um camelo no jardim de Segbana no lado da fronteira de Benin-Nigéria.

A fronteira entre o Benim e a Nigéria é uma linha de 773 km de extensão, na direção sul-norte, depois seguindo para nordeste, que separa o leste da Nigéria do território do Benim (antigo Daomé). Tem início no litoral do Golfo da Guiné, junto a Porto-Novo (capital do Benim), próximo a Lagos (antiga capital da Nigéria). Vai para o norte até a tríplice fronteira Benim-Nigéria-Níger, no Rio Níger.
A fronteira separa (de norte para sul):
- estados da Nigéria: Kebbi, Níger, Kwara, Oió, Ogun, Lagos
- províncias do Benim: Alibori, Borgou, Collines, Plateau, Oueme.

Com as independências quase simultâneas das colônias britânicas (como a Nigéria) e francesas  (como o Benim) em 1960, ocorreram as definições de quase todas fronteiras da África Ocidental Sub-Saariana.

## Descrição
A fronteira começa no norte na tríplice fronteira com o Níger no Rio Níger e então prossegue em uma direção aproximadamente sul-sudoeste por terra, antes de chegar ao Rio Okpara logo a leste de Waria. A fronteira então prossegue para o sul, utilizando o Okpara por cerca de 100 milhas, vários pequenos riachos e várias seções terrestres, antes de terminar na Baía de Benin. 
Em 2004-2005, muitos dos marcadores de fronteira da demarcação original estavam faltando, o que levou Benin e Nigéria a demarcar novamente algumas seções da fronteira. 